# مايكل كيني
مايكل كيني (بالإنجليزية: Michael Kenny) (مواليد 19 يونيو 1964) هو ملاكم نيوزيلندي، مثّل بلاده في الألعاب الأولمبية الصيفية 1984.

## روابط خارجية
- مايكل كيني على موقع أوليمبيديا (الإنجليزية)